# (3968) Koptelov
(3968) Koptelov (1978 TU5) – planetoida z pasa głównego asteroid okrążająca Słońce w ciągu 3,54 lat w średniej odległości 2,32 j.a. Odkryta 8 października 1978 roku.